# 维勒迪约
维勒迪约（法語：Villedieu，法語發音：[vildjø]）是法国康塔尔省的一个市镇，属于圣弗卢尔区。

## 地理
维勒迪约（44°59'56"N, 3°3'51"E）面积18.99 平方千米，位于法国奥弗涅-罗讷-阿尔卑斯大区康塔爾省，该省份为法国中南部省份，位于法國中央高原中心，北起科雷兹省、上盧瓦爾省和多姆山省，西接洛特省和科雷兹省，南至阿韦龙省和洛特省，东临上盧瓦爾省和洛泽尔省。
与维勒迪约接壤的市镇（或旧市镇、城区）包括：阿勒兹、罗菲亚克、圣弗卢尔、塔纳韦勒、莱泰尔讷、特吕耶尔河畔讷韦格利斯。

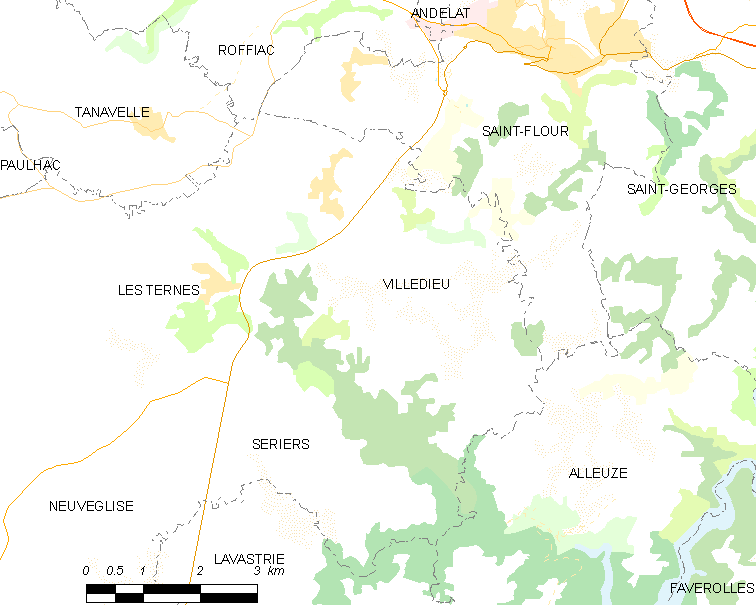
维勒迪约的OSM定位图

维勒迪约的时区为UTC+01:00、UTC+02:00（夏令时）。

## 行政
维勒迪约的邮政编码为15100，INSEE市镇编码为15262。

## 政治
维勒迪约所属的省级选区为圣弗卢尔第二县。

## 人口

1962-2008年间维勒迪约人口变化图示

维勒迪约于2022年1月1日时的人口数量为544人。